# NGC 6443
NGC 6443 est une vaste galaxie spirale relativement éloignée et située dans la constellation d'Hercule. Sa vitesse par rapport au fond diffus cosmologique est de 9 108 ± 48 km/s, ce qui correspond à une distance de Hubble de 134,3 ± 9,4 Mpc (∼438 millions d'al). NGC 6443 a été découverte par l'astronome américain] Lewis Swift en 1886.
La classe de luminosité de NGC 6443 est I-II.